# Championnat de Lituanie de football 2018
Navigation
A-Lyga 2017 A-Lyga 2019
La saison 2018 du championnat de Lituanie de football est la 29e édition de la première division lituanienne. Les huit meilleurs clubs du pays sont regroupés en une poule unique où chaque équipe rencontre quatre fois ses adversaires soit un total de 28 matchs. En fin de saison, le dernier du classement est relégué et remplacé par le meilleur club de deuxième division. Les six premiers s'affrontent une nouvelle fois pour le titre de champion (soit 5 matchs).
Le FK Sūduva Marijampolė conserve son titre de champion de Lituanie.
Le club promu de I-Liga, est le FK Palanga.

## Les clubs participants
Le FK Kauno Žalgiris dernier lors de la saison passée a été repêché à la suite du désir de FK Utenis Utena de ne pas se présenter en A-Liga.
- FK Kauno Žalgiris
- FK Sūduva
- FK Jonava
- FK Trakai
- FK Žalgiris
- FC Stumbras
- FK Atlantas Klaipėda
- FK Palanga

## Compétition
Le barème de points servant à établir les différents classements se décompose ainsi :
- Victoire : 3 points
- Match nul : 1 point
- Défaite : 0 point

### Première phase
| Rang | Équipe            | Pts | J  | G  | N | P  | Bp | Bc | Diff |
| ---- | ----------------- | --- | -- | -- | - | -- | -- | -- | ---- |
| 1    | FK SūduvaT        | 67  | 28 | 21 | 4 | 3  | 59 | 16 | +43  |
| 2    | FK ŽalgirisC      | 62  | 28 | 19 | 5 | 4  | 60 | 20 | +40  |
| 3    | FC Stumbras       | 45  | 28 | 13 | 6 | 9  | 36 | 25 | +11  |
| 4    | FK Trakai         | 42  | 28 | 11 | 9 | 8  | 37 | 26 | +11  |
| 5    | FK Kauno Žalgiris | 35  | 28 | 10 | 5 | 13 | 22 | 31 | -9   |
| 6    | FK Atlantas       | 23  | 28 | 6  | 5 | 17 | 26 | 55 | -29  |
| 7    | FK Palanga        | 20  | 28 | 5  | 5 | 18 | 17 | 58 | -41  |
| 8    | FK Jonava         | 19  | 28 | 4  | 7 | 17 | 24 | 50 | -26  |

|  | Qualifié pour la seconde phase du championnat                           |
|  | Qualifié pour le 1er tour de qualification de la Ligue Europa 2019-2020 |
|  | Participation au barrage de promotion-relégation                        |
|  | Relégation en deuxième division                                         |
|  | T : Tenant du titre C : Vainqueur de la Coupe de Lituanie               |

### Seconde phase
Les six clubs conservent l'ensemble des résultats et points acquis à l'issue de la première phase.
| Rang | Équipe            | Pts | J  | G  | N | P  | Bp | Bc | Diff |
| ---- | ----------------- | --- | -- | -- | - | -- | -- | -- | ---- |
| 1    | FK Sūduva T       | 77  | 33 | 24 | 5 | 4  | 72 | 20 | +52  |
| 2    | FK ŽalgirisC      | 75  | 33 | 23 | 6 | 4  | 70 | 23 | +47  |
| 3    | FK Trakai         | 51  | 33 | 14 | 9 | 10 | 46 | 29 | +17  |
| 4    | FC Stumbras       | 51  | 33 | 15 | 6 | 12 | 45 | 35 | +10  |
| 5    | FK Kauno Žalgiris | 39  | 33 | 11 | 6 | 16 | 29 | 41 | -12  |
| 6    | FK Atlantas       | 24  | 33 | 6  | 6 | 21 | 28 | 75 | -47  |

|  | Qualifié pour le 1er tour de qualification de la Ligue des champions 2019-2020 |
|  | Qualifié pour le 1er tour de qualification de la Ligue Europa 2019-2020        |
|  | T : Tenant du titre C : Vainqueur de la Coupe de Lituanie P : Promus de I lyga |

- Le FC Stumbras n'obtient pas de licence UEFA et sera remplacé par FK Kauno Žalgiris en Ligue Europa 2019-2020.

### Barrage de promotion-relégation
L'avant-dernier de A-Lyga rencontre le vice-champion de 1.Lyga en matchs aller et retour pour déterminer le dernier club engagé en championnat lors de la saison suivante.
| Équipe 1         | Résultat | Équipe 2   | Aller | Retour |
| ---------------- | -------- | ---------- | ----- | ------ |
| DFK Dainava (D2) | 0 - 5    | FK Palanga | 0 - 3 | 0 - 2  |

## Bilan de la saison
| Championnat de Lituanie de football 2018 |                      |
| Champion                                 | FK Sūduva (2e titre) |
| Coupes et trophées                       |                      |
| Vainqueur de la Coupe de Lituanie 2018   | FK Žalgiris          |
| Qualifications continentales             |                      |
| Ligue des champions 2019-2020            | FK Sūduva            |
| Ligue Europa 2019-2020                   | FK Žalgiris          |
| Ligue Europa 2019-2020                   | FK Trakai            |
| Ligue Europa 2019-2020                   | FK Kauno Žalgiris    |
| Promotions et relégations                |                      |
| Promus en A-Lyga                         | FK Panevėžys         |
| Relégués en LFF 1.Lyga                   | FK Jonava            |